# ThreadWeaver
ThreadWeaver は  Mirko Boehm によって KDE 4向けに開発されたライブラリで、このライブラリによって開発者が容易にマルチコアプロセッサを活用することができるようになる。Threadweaver では作業負荷が個別のジョブに分割され、 ThreadWeaver から得られるジョブ間の関係（どういう順番で完了すべきか、どれが最も優先度か高いのか）から、ジョブを実行する最も効率的な方法がわかる。Krita は GUI が固まることを防ぐために ThreadWeaver を使って視覚的なフィルタプレビューを実装した。